# Кішки біколор

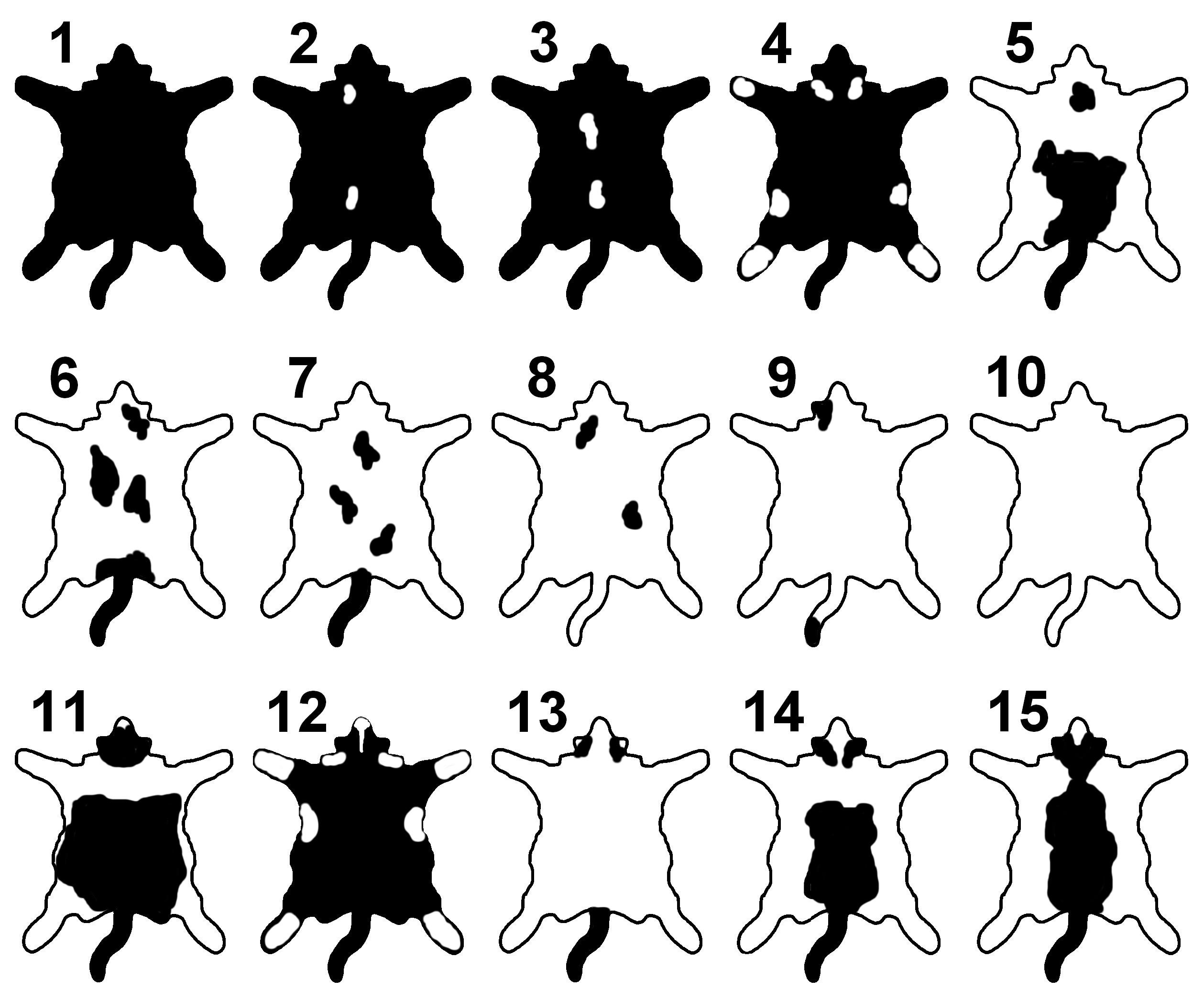
Різновиди біколору

Біколор (англ. bicolor) — це вид забарвлення у кішок, в якому білий колір комбінується з будь-яким іншим, наприклад з чорним. Існують дуже багато різновидів біколору: від забарвлення ван, до суцільного однокольорового забарвлення з поєднанням іншого кольору на горлі у вигляді маленької плямки. Біколорні кішки зустрічаються у багатьох породах, вони бувають як короткошерстними, так і довгошерстними.
Якщо площа другого кольору займає невеликий відсоток (наприклад, лише морду, лапи, горло чи груди), то в США таких кішок називають таксидо або біллікішками. Якщо площа покриття другого кольору занадто велика, то такий різновид називається ваном. Існує багато різновидів: "кашкет і сідло" (англ. cap-and-saddle), "маска і мантія" (англ. mask-and-mantle) та "сорока" (англ. magpie) (коли плями другого кольору розташовані нерівномірно на всьому тілі).
Біколори іноді зустрічаються із забарвленням одного кольору. Це відбувається через те, що ген білих плями присутній поряд з рецесивним алельним геном агуті. А в таббі такий ген забезпечує кішці плямисте забарвлення, в якому чергуються волоски різних кольорів. Абіссинська порода має забарвлення під назвою тикіроване таббі, що надає кішці градієнтного забарвлення одного основного кольору, через що вони не виглядають одноколірними.

## Приклади біколорного забарвлення

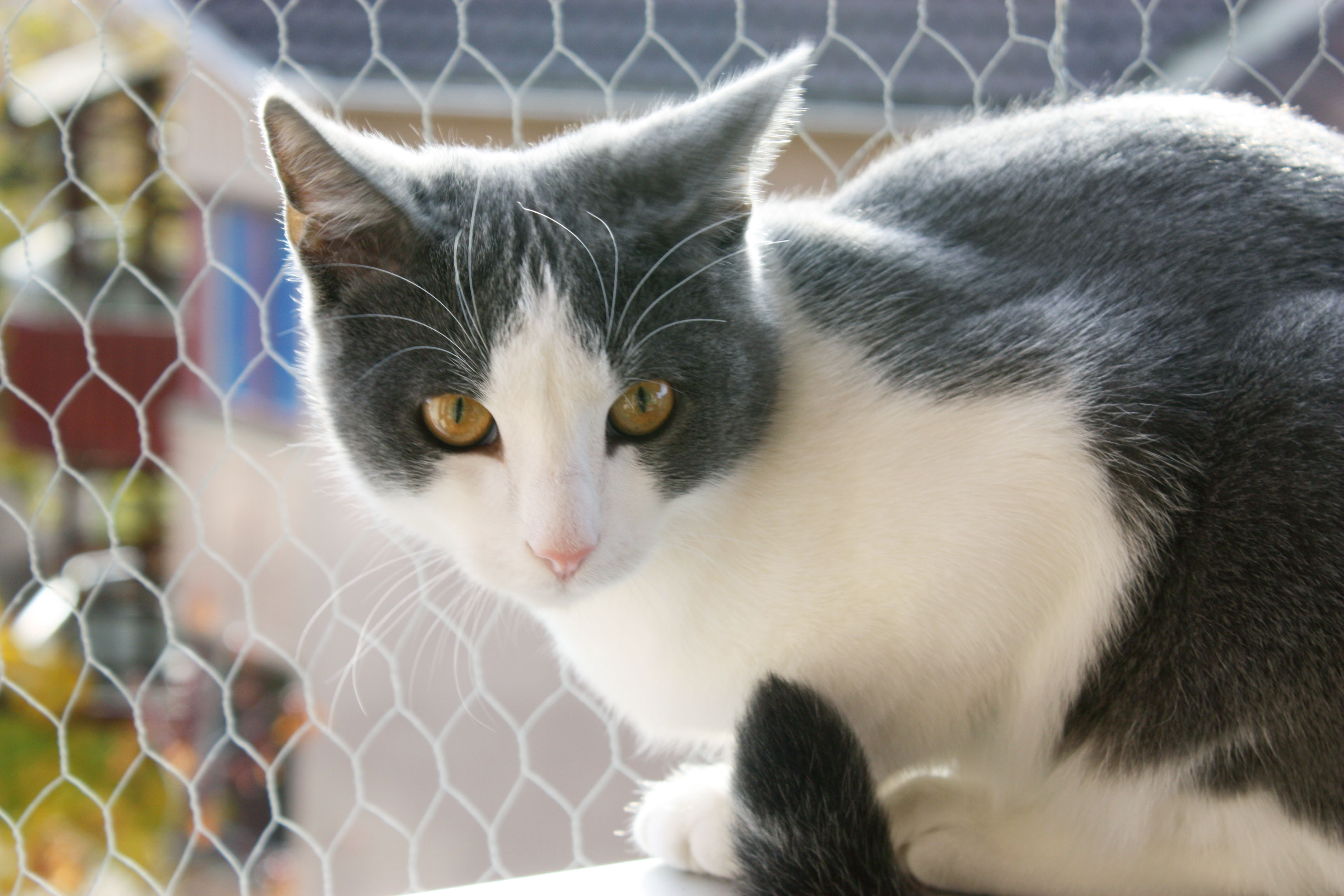
Кішка "маска і мантія"
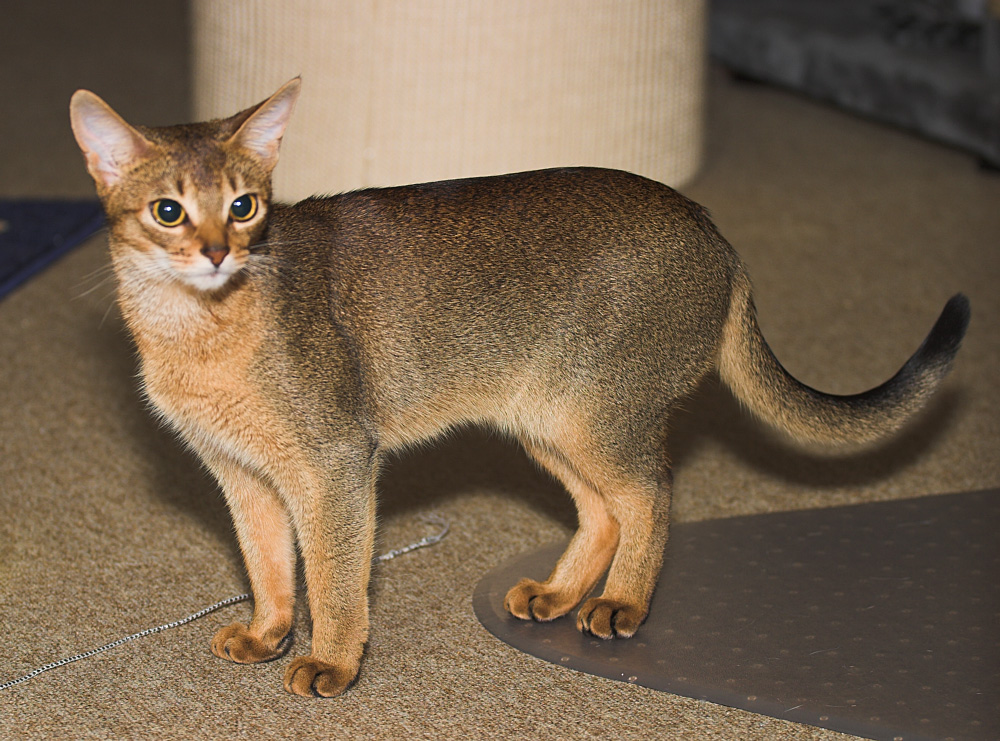
Тикіроване таббі (Абіссинська кішка)
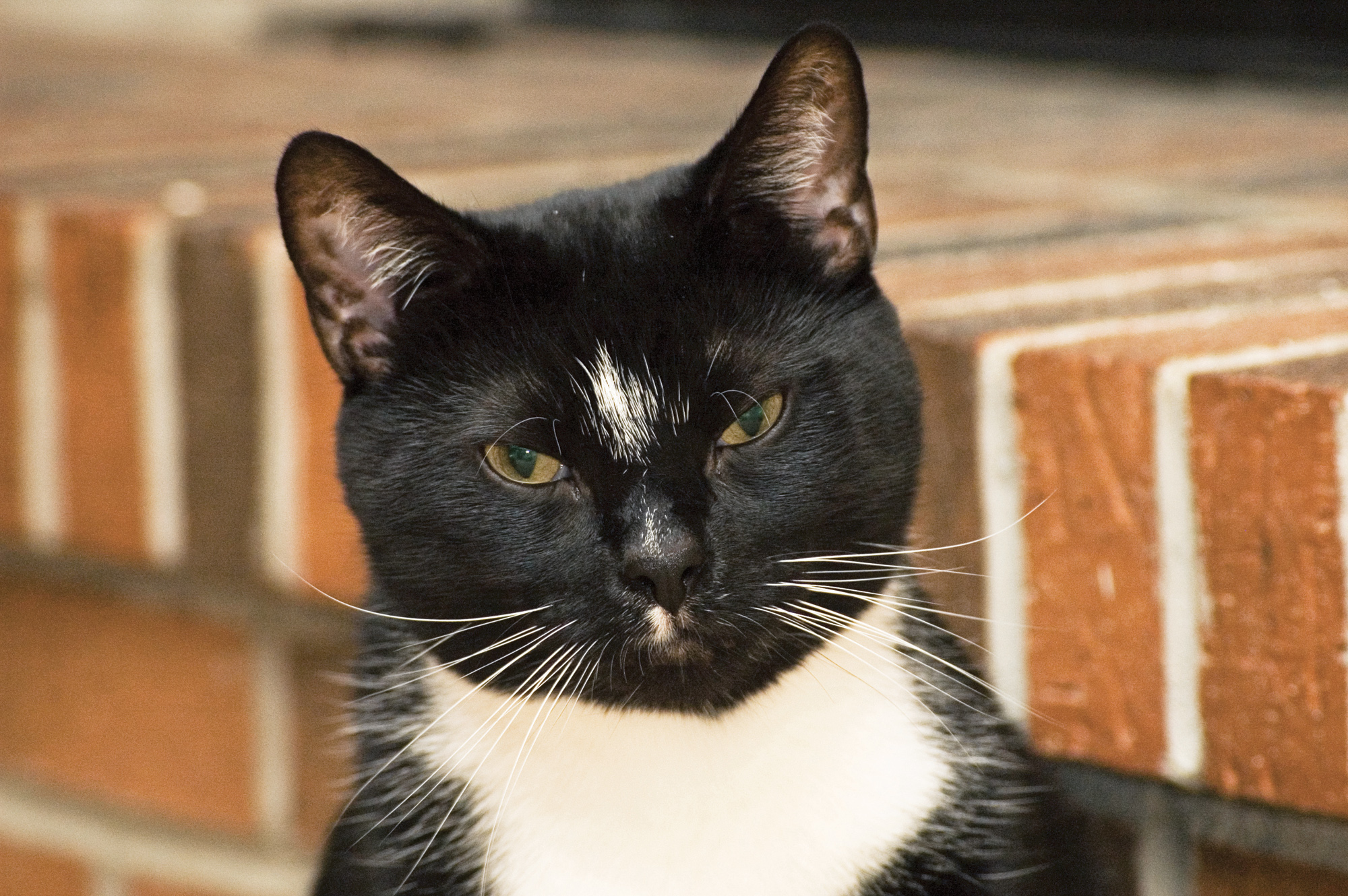
Типове таксидо
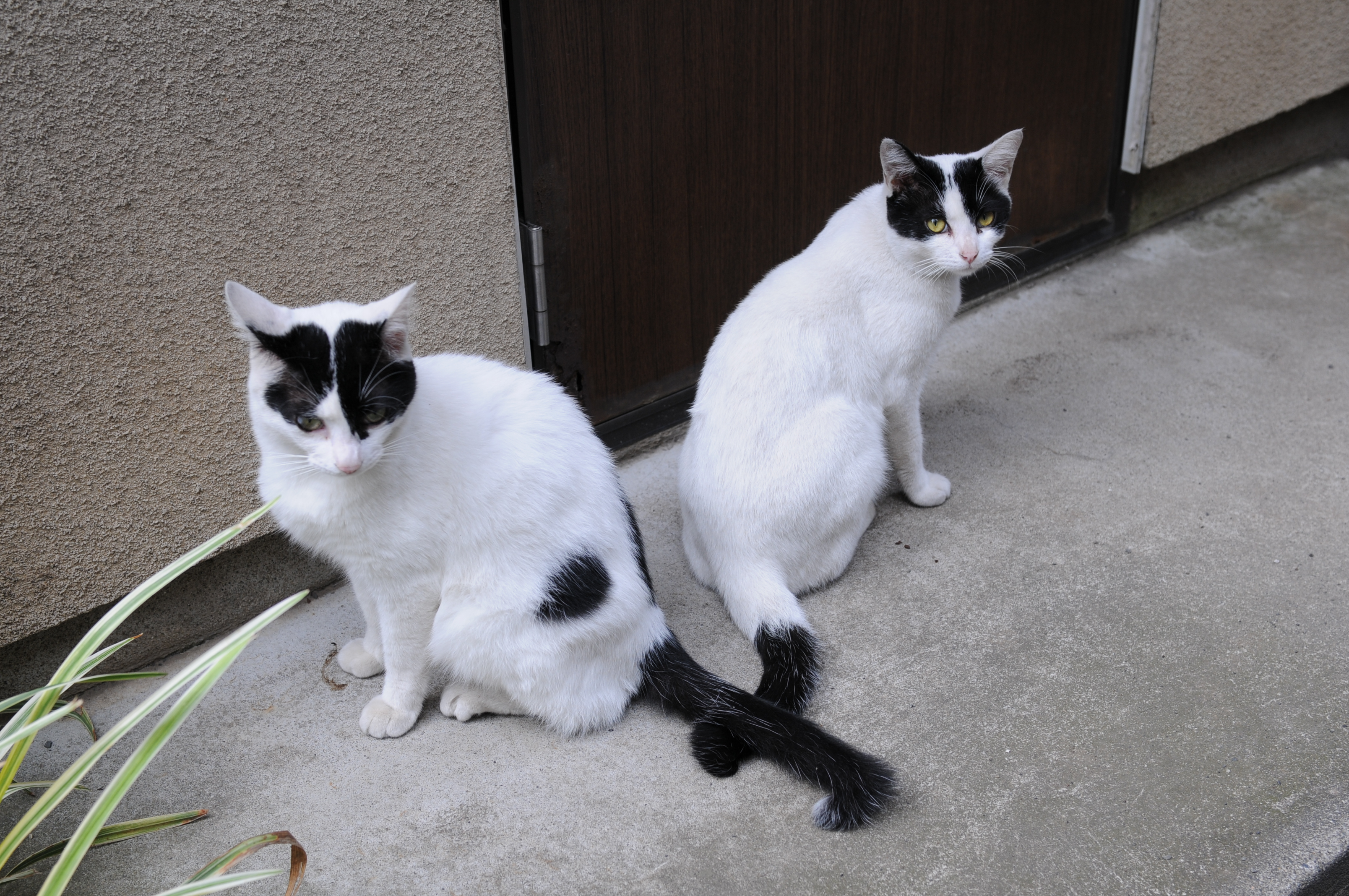
Ван
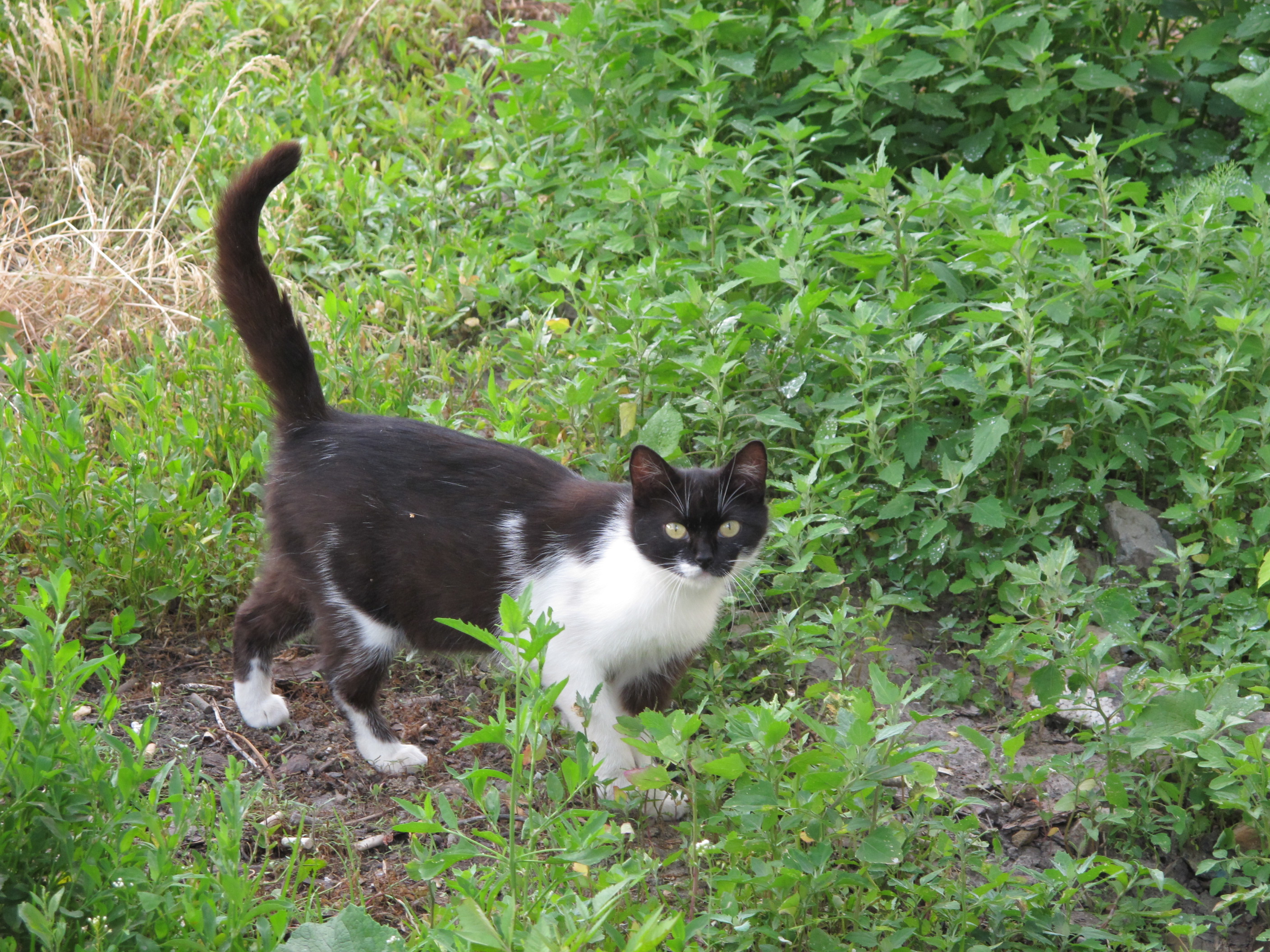
Типовий чорно-білий біколор
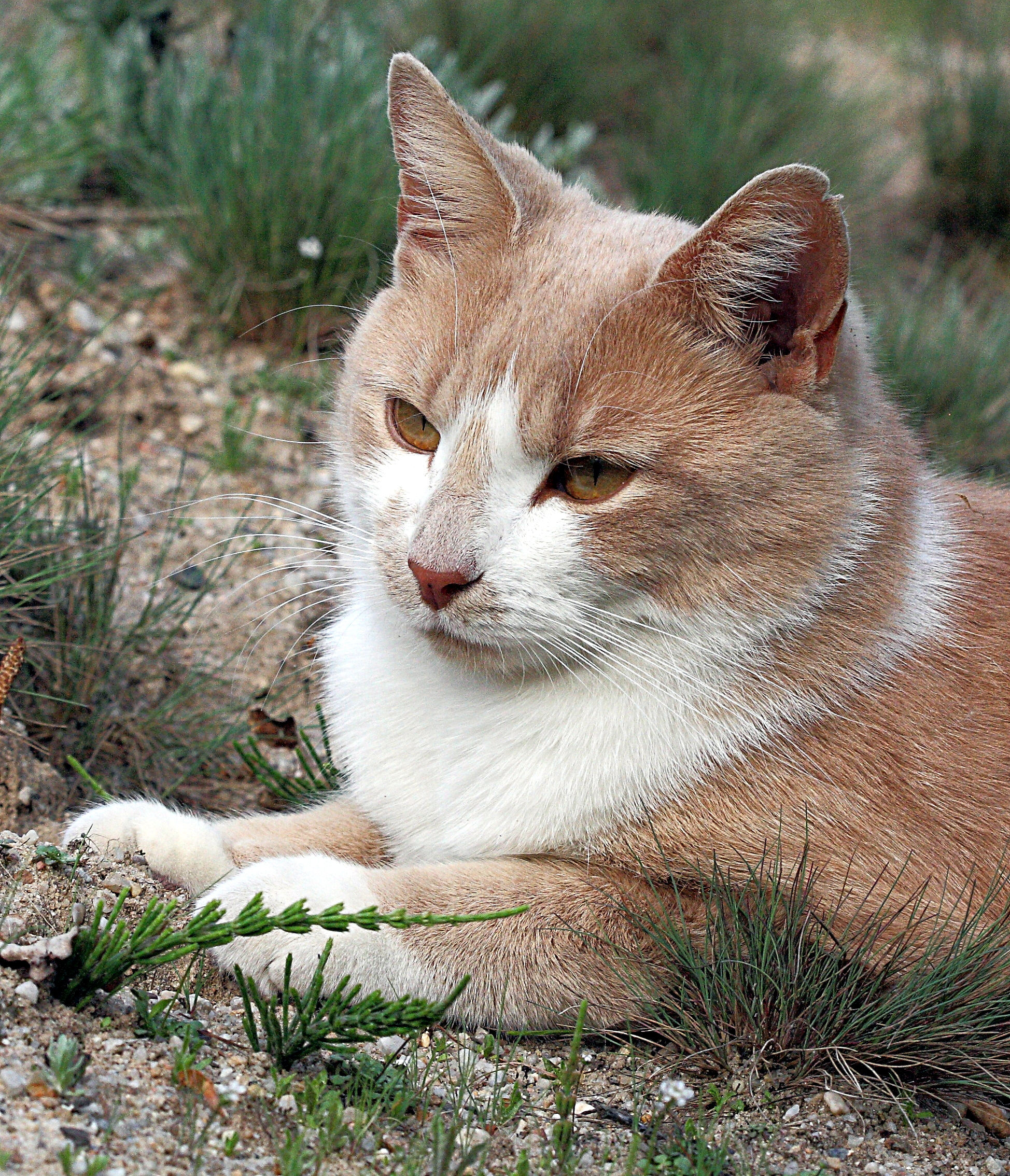
Типовий біло-кремовий біколор
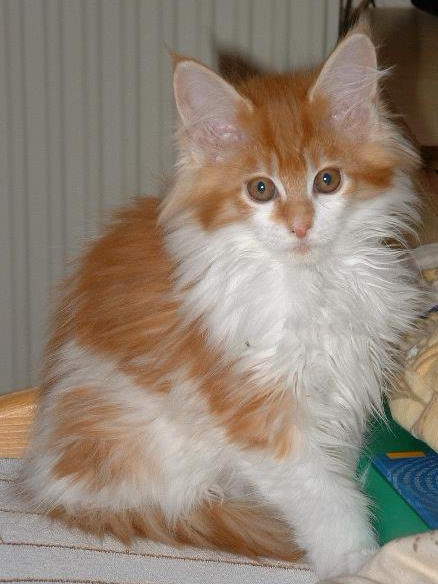
Рудий біколор
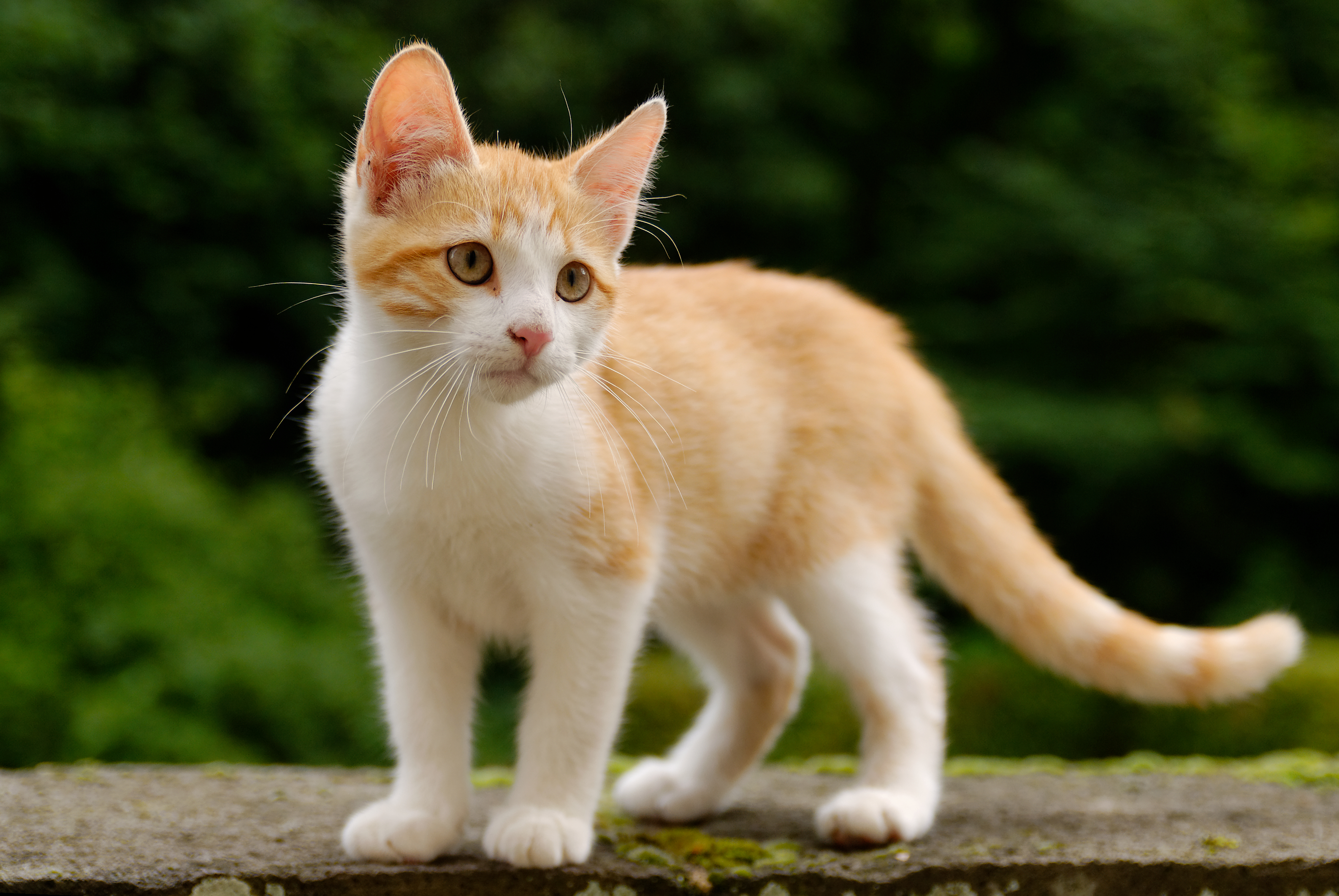
Біколор із золотавим таббі
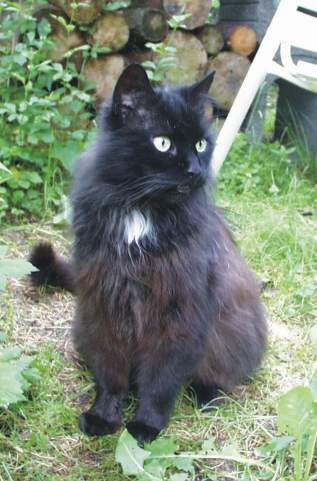
Найслабкіший біколор
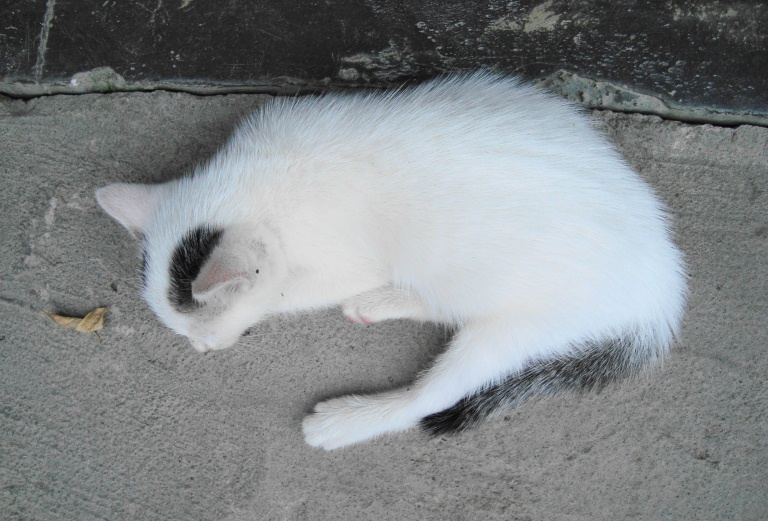
Найсильніший біколор (ван)